# Camporotondo di Fiastrone
Camporotondo di Fiastrone är en ort och kommun i provinsen Macerata i regionen Marche i Italien. Kommunen hade 525 invånare (2018).